# Discopygiella maculata
Discopygiella maculata är en tvåvingeart som beskrevs av Robinson 1975. Discopygiella maculata ingår i släktet Discopygiella och familjen styltflugor.
Artens utbredningsområde är Dominica. Inga underarter finns listade i Catalogue of Life.